# Tadeusz Rękas
Tadeusz Rękas – poseł do Sejmu Krajowego Galicji II kadencji (1867–1869), włościanin z Sokolnik.
Wybrany w IV kurii obwodu Rzeszów, z okręgu wyborczego nr 60 Rozwadów-Tarnobrzeg-Nisko. 